# Данилково (Пошехонский район)
Данилково — деревня в Ермаковском сельском поселении Пошехонского района Ярославской области.

## География
Деревня расположена на севере региона, в шести километрах от деревни Гаютино. Рядом с деревней протекает ручей Камбуй и река Маткома.

## История
До 1929 года Данилково входило в Хмелевскую (с 1921 года — Володарскую) волость Пошехонского уезда Ярославской губернии.
С 1941 года входит в Пошехоно-Володарский (с 1991 года — Пошехонский) район.

## Население
| 2007 | 2010 |
| ---- | ---- |
| 68   | ↘55  |

### Историческая численность населения
По состоянию на 1859 год в деревне было 6 домов и проживало 53 человека.

### Национальный и гендерный состав
Согласно результатам переписи 2002 года, в национальной структуре населения русские составляли 100 % из 78 чел., из них 38 мужчин, 40 женщин.
Согласно результатам переписи 2010 года население составляют 26 мужчины и 29 женщины.

## Инфраструктура
Основа экономики — личное подсобное хозяйство. Имеется магазин (Ермаковское сельпо), дом культуры, библиотека, фельдшерско-акушерский пункт (филиал Пошехонской центральной районной больницы). Несколько раз в неделю приезжает автолавка. Действует пилорама «Интел».
Почтовое отделение №152854, расположенное в деревне Данилково, на август 2023 года обслуживает в деревне 24 дома.

## Транспорт
Данилково расположено в 5 км к северу от деревни Гаютино, расположенной на асфальтированной дороге Р104 «Сергиев-Посад — Череповец». От Гаютино до Данилково идёт грунтовая дорога.
Ежедневно два раза в день ходит автобус № 119 «Пошехонье — Зинкино» (конечная у магазина).

## Фотогалерея
- Дом культуры
- Магазин и конечная автобуса
- Таксофон
- Здание фермы колхоза Гаютино (ныне снесено)
- Здание колхоза Гаютино (ныне снесено)
- Здание колхоза Гаютино (ныне снесено)